# Maffeo Olivieri
Maffeo Olivieri (Brescia, 1484 – 1543) è stato uno scultore e intagliatore italiano.

## Biografia
Scultore e intagliatore bresciano, autore di sculture e opere in legno, marmo e bronzo, attivo in Lombardia, a Venezia e in Trentino, spesso in coppia con il fratello minore Andrea.
Nel corso del XX secolo, la sua figura è stata oggetto del forse più grande equivoco nella storiografia della scultura rinascimentale bresciana, dopo che Antonio Morassi, in due studi degli anni 1930, lo trasformò da bronzista e intagliatore a principale scultore di pietra della Brescia di inizio XVI secolo. La ricostruzione, basata su un presupposto errato, ossia la datazione del mausoleo Martinengo, e condotta per via puramente deduttiva senza l'ausilio di fonti documentarie, ha generato una confusione notevole nell'attribuzione e nell'inquadramento culturale di moltissime opere d'arte. Solo a partire dal 1977, con le scoperte archivistiche di Camillo Boselli, la personalità di Maffeo Olivieri è stata ridimensionata e ricondotta alla giusta sfera artistica in favore della riconsiderazione organica di Gasparo Cairano e del suo operato. Si veda la voce sull'itinerario critico di Gasparo Cairano per ulteriori approfondimenti.

## Opere

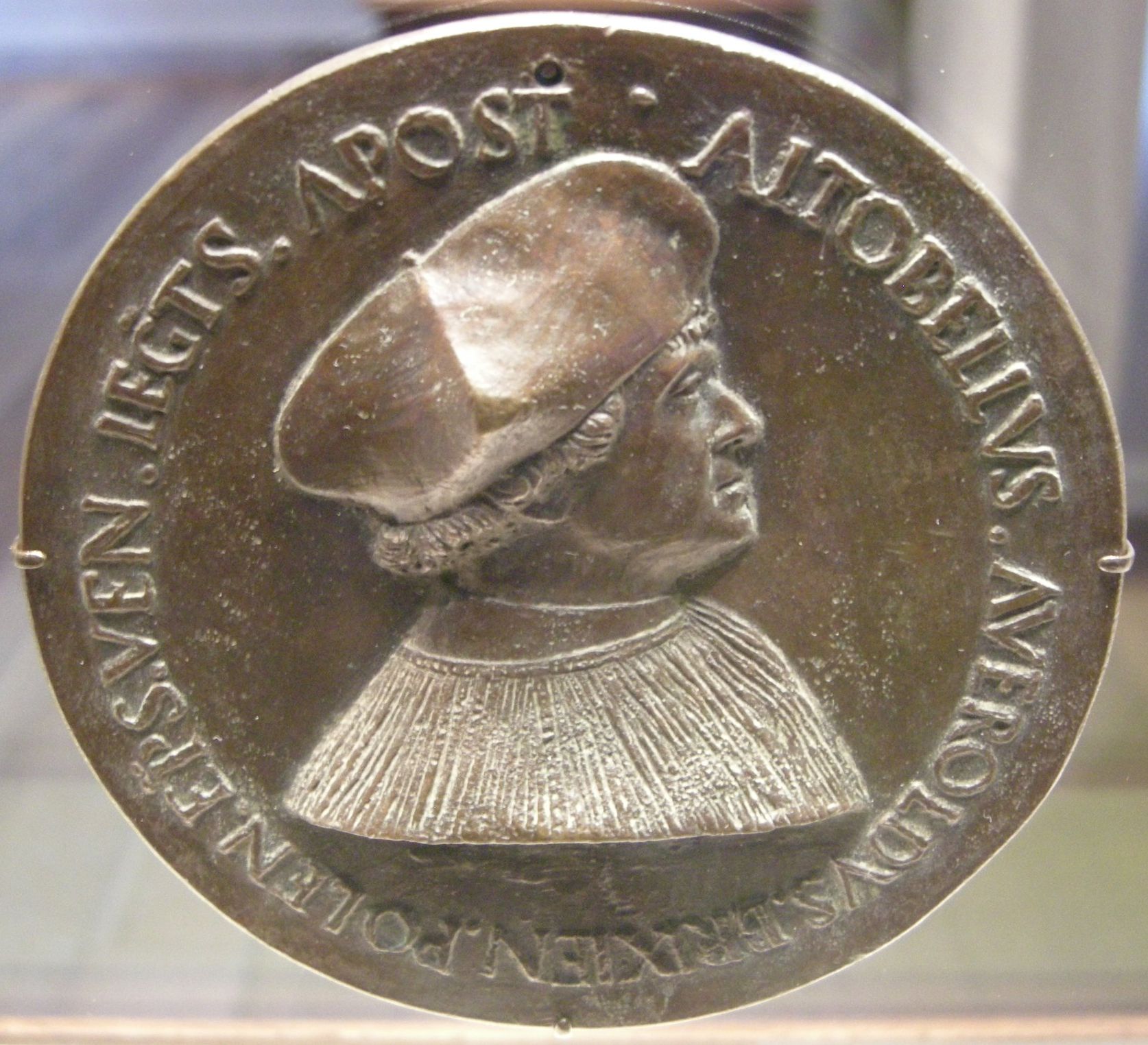
Maffeo Olivieri, Medaglia di Altobello Averoldi

A Maffeo Olivieri sono attribuiti il Crocifisso di Botticino, oggi al Museo diocesano di Brescia, il Crocifisso di Erbusco, quello di Lograto e quello di Ghedi. Quello di Sarezzo risulta eseguito da Maffeo in base ad un contratto siglato il 9 giugno del 1538 per la costruzione di "uno Crocifixo grande de braza tre e mezzo […] bello ben fatto e ben lavorato". Sempre in provincia di Brescia, sono di sua mano le statue lignee di Santa Caterina d'Alessandria e di San Bernardo presso la Parrocchiale di Coccaglio e il San Sebastiano presso la chiesa di San Martino a Gargnano (1530-35).
In provincia di Cremona, nella chiesa di santa Maria del Boschetto a Soresina, gli sono assegnate le statue lignee, datate 1517, di San Siro, San Giobbe, San Rocco, San Pietro martire e una sculture di Sant'Antonio Abate che si trova nella sagrestia.
In ambito trentino, la sua prima opera potrebbe essere stata l'altare di Tione (1515), con le statue della Madonna col Bambino, San Sebastiano e San Rocco, in collaborazione con il fratello Andrea, che pare lo abbia assistito in tutte le opere realizzate in questa zona. Durante il decennio 1520-1530 realizza l'altare ligneo per la chiesa di Santa Lucia a Giustino, inizialmente assegnato a Stefano Lamberti. L'assetto attuale non corrisponde a quello originale ed è probabile che il gruppo di statue, circa dodici tra sculture e rilievi, provenisse da due diversi altari. Le statue di Santa Lucia e Sant'Agata, parte del complesso originario, sono attualmente conservate presso il museo diocesano tridentino.
Dalla parrocchia di Nago-Torbole provengono le statue lignee di due Diaconi, anch'esse conservate al Museo diocesano di Trento, dopo essere state recuperate dai depositi e restaurate, mentre si conserva nel Museo della Rocca di Riva del Garda MAG-Museo Alto Garda una Pietà già nella chiesa di Santa Maria Assunta. La sua opera di maggior impatto nell'intaglio in legno è considerato la monumentale pala dell'Assunta scolpita e dipinta per la chiesa di Santa Maria a Condino, iniziata nel 1538 e ultimata dal fratello nel 1546.
Matteo Olivieri è stato anche fonditore in bronzo di grande abilità e di fine gusto classicista. La sua maggiore opera in questo campo sono i due candelabri, datati e firmati, posti ai lati dell'altare della Cappella della Madonna o dei Mascoli nella basilica di San Marco a Venezia, donati dal Cardinale bresciano Altobello Averoldi per il Natale del 1527. Esegue anche varie statuette in bronzo nello stile di Andrea Briosco, tra le quali vi sono un Busto di donna e una Venere con cupido, ora al museo del Louvre, un Meleagro del museo di Piazza Venezia a Roma. Corposa è anche la produzione di medaglie, tra le quali una per il già citato Altobello Averoldi (1520 circa), altre per alcuni patrizi veneti e altre ancora di soggetto allegorico, provenienti dalla collezione Kress e conservate presso la National Gallery of Art di Washington.
Nel suo stile si riscontrano influenze da Francesco Giolfino, intagliatore veronese attivo a Brescia nella prima metà del Cinquecento.

### Opere attribuite in precedenza
- Apparato bronzeo e lapideo del mausoleo Martinengo nel museo di Santa Giulia a Brescia, arca di sant'Apollonio nel Duomo nuovo di Brescia, altare di san Girolamo nella chiesa di San Francesco d'Assisi, tutti ricondotti negli anni 2000 a Gasparo Cairano tranne le parti bronzee del mausoleo Martinengo, documentate dal 1977 come opera di Bernardino Delle Croci[6];
- Monumenti funebri di Altobello Averoldi e Raffaele Riario nella chiesa dei Santi Nazaro e Celso a Brescia, ricondotti negli anni 1990 a Lorenzo Bregno[7][8];
- Madonna col Bambino e due sante, pala marmorea nella chiesa di San Giulio al Villaggio Sereno di Brescia, attribuita a Ambrogio Mazzola nel 2010.